# Eleições estaduais de Sergipe de 2006

## Governador e vice-governador
- Partido da Frente Liberal (PFL) – o candidato do partido é João Alves Filho.(Sergipe no rumo certo - PFL/PSDB/PPS/PSC/PTN/PP/PAN/PHS/PV/PTdoB)
- Partido dos Trabalhadores (PT) – o candidato do partido é Marcelo Déda.(Sergipe vai mudar - PT/PSB/PMDB/PL/PTB/PCdoB)
- Partido Democrático Trabalhista (PDT) – o candidato do partido é João Fontes.
- Partido Social Democrata Cristão (PSDC) – o candidato do partido é Adelson Alves, carinhosamente apelidado pelos correligionários de Meu guerreiro.
- Partido Comunista Brasileiro (PCB) – o candidato do partido é Professor Celestino.
- Partido Socialista dos Trabalhadores Unificado (PSTU) – o candidato do partido é Toeta Chagas.

## Resultado da eleição para governador
As eleições para governador no estado de Sergipe foram decididas no primeiro turno.
- Marcelo Déda - 52,46%
- João Alves Filho - 45,02%
- João Fontes - 2,12%
- Professor Celestino - 0,26%
- Adelson Alves - 0,14%

O Candidato Toeta, do PSTU teve a candidatura impugnada, tendo seus votos convertidos em votos nulos.